# Tephriopis arabescalis
Tephriopis arabescalis är en fjärilsart som beskrevs av Pieter Cornelius Tobias Snellen 1880. Tephriopis arabescalis ingår i släktet Tephriopis och familjen nattflyn. Inga underarter finns listade i Catalogue of Life.